# Диеногест
Диеногест (торговые марки Визанна, Dinagest, Natazia, Клайра, Valette) — прогестин, доступный в комбинации с эстрогеном и в свободном виде в качестве орального контрацептива и для лечения эндометриоза. Проявляет прогестогеновую и антиандрогеновую активность, может улучшать симптомы андроген-зависимых патологий, например, акне.

## Медицинское использование

### Контрацептив
Используется в комбинации с этинилэстрадиолом под маркой Valette. Таблетка содержит 2 мг диеногеста и 30 мкг этинилэстрадиола. Препарат доступен в форме с эстрадиолом под маркой Natazia в США и под маркой Клайра в странах Европы и России. Разрешен для терапии обильных месячных выделений.

### Лечение эндометриоза
Под марками Визанна и Dinagest разрешен для лечения эндометриоза. Показана эффективность, сопоставимая с лейпрорелином эффективность (препарат второй линии при эндометриозе).

## Побочные эффекты
Побочные эффекты диеногеста сходны с таковыми у прогестеронов и включают: набор веса, повышение давления, болезненность груди, тошноту. Препарат не проявляет андрогенного эффекта и оказывает малое влияние на метаболизм липидов и параметры гемостаза.

## Взаимодействие
Диеногест метаболизируется цитохромом CYP3A4,.